# Odalengo Grande
Odalengo Grande är en ort och kommun i provinsen Alessandria i regionen Piemonte i Italien. Kommunen hade 423 invånare (2018).